# Ulrich Brugger
Ulrich Brugger (ur. 1 kwietnia 1947) – niemiecki lekkoatleta, długodystansowiec. W czasie swojej kariery reprezentował Republikę Federalną Niemiec.
Zdobył brązowy medal w biegu na 3000 metrów na halowych mistrzostwach Europy w 1972 w Grenoble (wyprzedzili go jedynie reprezentanci Związku Radzieckiego Juris Grustiņš i Jurij Aleksaszin).
Był wicemistrzem RFN w biegu na 5000 metrów w 1970 oraz brązowym medalistą w tej konkurencji w 1971, a w hali wicemistrzem w biegu na 3000 metrów w 1972 oraz brązowym medalistą na tym dystansie w 1971.
Rekord życiowy Bruggera w biegu na 5000 metrów wynosił 13:38,6 (ustanowiony 12 czerwca 1969 w Paryżu).
Startował w klubie Stuttgarter Kickers.